# Lorenzo Micelli
Lorenzo Micelli (ur. 24 października 1970 w Urbino) – włoski trener piłki siatkowej. Absolwent Uniwersytetu San Marino. Karierę trenerską rozpoczął w 1996 roku w swoim rodzinnym mieście Urbino, gdzie został trenerem żeńskiej drużyny lokalnego klubu Robur Tiboni Volley Urbino występującego wówczas w rozgrywkach Serie B1. Od roku 2002 był członkiem ekipy technicznej kobiecej reprezentacji Włoch, z którą uczestniczył w Igrzyskach Olimpijskich w Atenach 2004 i Pekinie 2008. W roku 2006 był drugim trenerem reprezentacji Włoch. 
W latach 2014-2016 był trenerem Atomu Trefla Sopot. Od 26 stycznia 2017 do 17 kwietnia 2019 roku był trenerem DevelopResu SkyRes Rzeszów.

## Sukcesy klubowe
Mistrzostwa Włoch juniorek:
- 2000, 2001
- 1997, 1999
- 1998

Puchar Włoch:
- 2008

Liga Mistrzyń:
- 2009, 2010

Puchar Turcji:
- 2011, 2012

Liga turecka:
- 2012
- 2013
- 2011, 2014

Superpuchar Turcji:
- 2011, 2012

Puchar Polski:
- 2015

Puchar CEV:
- 2015

Liga polska:
- 2015, 2016
- 2017

Puchar Francji:
- 2022[7]

Liga francuska:
- 2022[8]

Liga grecka:
- 2025[9]
- 2023[10], 2024[11]

Puchar Grecji:
- 2024[12]

## Sukcesy reprezentacyjne
Letnia Uniwersjada:
- 2009